# 35e parallèle nord
Pour les articles homonymes, voir 35e parallèle.
En géographie, le 35e parallèle nord est le parallèle joignant les points de la surface de la Terre dont la latitude est égale à 35° nord.

## Géographie

### Dimensions
Dans le système géodésique WGS 84, au niveau de 35° de latitude nord, un degré de longitude équivaut à 91,288 km ; la longueur totale du parallèle est donc de 32 864 km, soit environ  82,0% de celle de l'équateur. Il en est distant de 3 875 km et du pôle Nord de 6 127 km,.
Comme tous les autres parallèles à part l'équateur, le 35e parallèle nord n'est pas un grand cercle et n'est donc pas la plus courte distance entre deux points, même situés à la même latitude. Par exemple, en suivant le parallèle, la distance parcourue entre deux points de longitude opposée est 16 432 km ; en suivant un grand cercle (qui passe alors par le pôle nord), elle n'est que de 12 254 km.

### Durée du jour
À cette latitude, le soleil est visible pendant 14 heures et 31 minutes au solstice d'été, et 9 heures et 48 minutes au solstice d'hiver.

### Régions traversées
- États-Unis
- Maroc
- Algérie
- Tunisie
- Grèce (île de Crète)
- Chypre
- Royaume-Uni (base militaire de Dhekelia)
- Chypre
- Syrie
- Irak
- Iran
- Afghanistan
- Pakistan
- Inde
- Chine
- Corée du Sud
- Japon (île d'Honshu)

## Frontières
Aux États-Unis, le 35e parallèle nord définit la frontière sud du Tennessee, qui le sépare du Mississippi, de l'Alabama et de la Géorgie. Il définit également une partie de la frontière entre la Caroline du Nord et la Géorgie.